# فرودگاه اوریو آل سریو
فرودگاه اوریو آل سریو (به انگلیسی: Orio al Serio Airport) (به زبان بومی: Aeroporto di Milan-Bergamo-Orio al Serio) یک فرودگاه همگانی مسافربری با کد یاتا BGY است که یک باند فرود آسفالت دارد و طول باند آن ۲۹۳۴ متر است. این فرودگاه در شهر برگامو کشور ایتالیا قرار دارد و در ارتفاع ۲۳۸ متری از سطح دریا واقع شده است.